# Mohammed Abdul Rahman Turko
Mohammed Abdul Rahman Turko (arabisch محمد عبد الرحمن تركو, Kurdisch: Mêhmed Abdulrêhman Turko; geboren in Afrin, Syrien) ist ein syrisch-kurdischer Bildungsminister. Am 29. März 2025 wurde er vom syrischen Präsidenten Ahmed al-Scharaa zum parteilosen Minister für das Bildungswesen in der zweiten syrischen Übergangsregierung ernannt.

## Werdegang
Turko wurde in der Kleinstadt Afrin im Gouvernement Aleppo im Nordwesten von Syrien, die mehrheitlich von Kurden bewohnt wird, geboren. Er gehört der Bevölkerungsgruppe der syrischen Kurden an, welche die größte ethnische Minderheit des Landes darstellen. Bei der Bildung der zweiten syrischen Übergangsregierung am 29. März 2025 wurde Turko zum Minister für das Bildungswesen ernannt. Seitdem die Übergangsregierung die Macht nach dem Sturz des Assad-Regimes übernommen hat, besitzen Kurden zum ersten Mal volle Staatsbürgerrechte in Syrien.
Die syrisch-kurdische Selbstverwaltung im Nordosten des Landes nahm jedoch eine ablehnende Haltung zur neuen Regierung ein: Diese sei nicht repräsentativ für Syriens Gesellschaft und Politik, wie unter Baschar al-Assad sei die Macht in einer Hand, der des neuen Präsidenten Ahmed al-Sharaa. Beobachter gehen davon aus, dass al-Scharaa und seine Regierung eine Einigung mit der kurdischen Selbstverwaltung erzielen müssen.